# 加藤徹 (内野手)
加藤 徹（かとう とおる、1967年3月5日 - ）は、北海道室蘭市出身の元社会人野球選手（内野手）・監督。右投右打。

## 経歴・人物
野球が盛んでなかった北海道出身ながら、幼少期から野球に熱中する。室蘭大谷高等学校時代は北海道の田舎町という地域柄、全くの無名選手であった。
大学は当時道内の強豪校であった北海道地区大学野球連盟・道都大学に進学。入部後は三塁の守備力が向上し、チームに欠かせない存在となる。在学時の1988年春には1部優勝し、全日本大学野球選手権大会にも出場した。
大学卒業後は日産サニー札幌に入社。同社硬式野球部でキャプテンを務めるまでに至っていたが、バブル崩壊のあおりを受け、1992年にチームが解散する。行き場を失っていたが、スカウトされて新日本製鐵室蘭に入部。すぐに三塁のレギュラーを掴み、ここでもキャプテンを務めた。
しかし、新日本製鐵の業績不振から、1994年に休部が決定。そこで加藤をはじめとした有志によって、1995年、企業チームではないクラブチーム・室蘭シャークスを創設。加藤は正三塁手を務めるとともに、兼任で同チームの初代監督に就任した。強豪クラブチームとして名を馳せ、1996年に日本選手権、2001年に都市対抗野球初出場を飾っている。
同年の都市対抗野球終了後に一時はチームを離れるも、2008年に監督に復帰。2013年をもって勇退したが、現在も副部長としてチームを支えている。
現在、日本野球連盟北海道地区連盟の理事及び技術委員会委員長を務め、2017年に行われた北海道野球連盟選抜チーム対北海道日本ハムファイターズ二軍のプロアマ交流試合には選抜チームの監督として参加。プロ相手に勝利をあげている。
また、都市対抗野球大会の解説も度々務めている。
2022年8月からは侍ジャパン社会人代表の野手コーチに就任した。